# Oreonoma funesta
Oreonoma funesta là một loài bướm đêm trong họ Geometridae.